# Памятник медицинским чинам, погибшим в Русско-турецкую войну 1877—1878 годов
Памятник медицинским чинам, погибшим в Русско-турецкую войну 1877—1878 (Докторский памятник) — памятник в Софии, посвящённый врачам, фармацевтам, фельдшерам, сёстрам милосердия и санитарам, погибшим на территории Болгарии во время русско-турецкой войны 1877—1878.
Памятник построен по проекту архитектора Антония Томишко итальянцем Луиджи Фарабоско в 1882—1884 гг. Материалом для него послужил песчаник из села Ташкесен и гранит. Памятник представляет собой четырёхгранную пирамиду из белых каменных блоков, на которых высечены имена 531 русского медика. В основании пирамиды — четырёхугольная площадку, на которой покоится цоколь, украшенный бронзовыми венками. По четыре стороны памятника написаны места, где погибло наибольшее число медицинских чинов — Мечка, Плевна, Шипка и Пловдив. На переднем плане надпись: «Медицинским чинам, погибшим в русско-турецкую войну 1877—1878 гг.».
Памятник находится в самом центре болгарской столицы — между улиц Оборище и Шипка, за Народной библиотекой «Святых Кирилла и Мефодия». Возле него располагается красивый парк, которой называется «Докторский сад», по народным названием памятника погибшим медицинским чинам — «Докторский памятник».
В конце февраля каждого года, в канун 3 марта — дня подписания Сан-Стефанского мира, болгарское общество Красного Креста организирует торжественное чествование памяти медицинских чинов возле их памятника. Им отдаются воинские почести. Панихиду по погибшим служат священнослужители из Русской посольской церкви. На церемонии присутствуют государственные руководители Болгарии, послы Российской Федерации, Украины, Молдавии, Белоруссии, Финляндии и Румынии, медицинские работники и признательные болгарские граждане.
- «Докторский сад» в Софии
- Докторский памятник
- Парк возле памятника
- Детская площадка в парке